# (15789) 1993 SC
(15789) 1993 SC est un objet transneptunien, faisant partie des plutinos, il a été découvert en 1993.

## Description
(15789) 1993 SC a été découvert le 17 septembre 1993 à l'observatoire du Roque de los Muchachos, un observatoire astronomique situé sur l'île de La Palma (Espagne), par I. P. Williams, A. Fitzsimmons et D. O'Ceallaigh.

### Caractéristiques orbitales
L'orbite de cet astéroïde est caractérisée par un demi-grand axe de 39,36 UA, un périhélie de 32,04 UA, une excentricité de 0,19 et une inclinaison de 5,16° par rapport à l'écliptique. Du fait de ces caractéristiques, à savoir un demi-grand axe supérieur à 30,1 UA, il évolue au-delà orbites de l'orbite de Neptune et est classé comme planète mineure distante de type objet transneptunien,

### Caractéristiques physiques
(15789) 1993 SC a une magnitude absolue (H) de 7,0 et un albédo estimé entre 0,022 et 0,4 , ce qui permet de calculer un diamètre entre 270 et 400 km.